# Alessandro Marco Barnabò
Alessandro Marco Barnabò (Domegge, 7 aprile 1886 – Padova, 29 dicembre 1971) è stato un imprenditore italiano.

## Biografia
Nato a Domegge (poi Domegge di Cadore) nel 1886, ancora adolescente si trasferisce a Lubiana per frequentare l'istituto commerciale, ma interrompe presto gli studi per motivi di salute. Nel 1907 avvia la sua prima iniziativa imprenditoriale locale, una società per il trasporto di merci con autocarri tra Belluno e il territorio del Cadore, una zona di confine con l'Austria dove sono in costruzione infrastrutture militari e civili, collegamenti viari, opere fortificate. Durante la guerra di Libia si trasferisce a Tripoli alla guida di un'impresa impegnata in costruzioni di varia natura, in particolare portuali.
Ritornato in Italia nel 1916, si arruola volontario nell'aeronautica. Alla fine della guerra riprende l'attività di costruzioni, orientandola verso il settore stradale nel Casentino; contemporaneamente, nella stessa zona avvia anche un'azienda impegnata nell'attività agricolo-boschiva, e una successiva intrapresa per la lavorazione del legname in uno stabilimento installato a Roma, presso porta San Paolo.
A Roma stringe una serie di relazioni che gli consentono di ampliare le sue esperienze imprenditoriali. Con un gruppo finanziario inglese, che nel 1923 aveva costituito una società mineraria, la Miniere cave di Predil per l'estrazione dello zinco mediante procedimento elettrolitico dalle blende di Raibl, nell'Udinese, progetta la costruzione di impianti idroelettrici nell'alto corso del Piave e del suo affluente Ansiei: si costituisce quindi nel 1924 la Società forze idrauliche Alto Cadore (SFIAC), con sede a Roma, che tra il 1929 e il 1932 realizza due dighe di contenimento per i bacini sui due corsi d'acqua e una centrale a Pelos. Barnabò è consigliere di amministrazione della società fino al 1930.
Sempre negli anni venti costituisce con alcuni soci, fra cui il chimico Federico Giolitti (figlio dello statista Giovanni) e Giovanni Battista Zanardo, una serie di imprese finanziarie e ingegneristiche. Tra queste, la Società idroelettrica Dolomiti (SID), sorta nel 1925: attraverso la Sid Barnabò entra nel 1928 in relazione con il potente gruppo elettrico SIP - Società idroelettrica piemontese di Torino, al quale cede parte del pacchetto azionario, e con la SADE (Società Adriatica di Elettricità), la più importante impresa elettrica dell'Italia orientale. Il legame stabilito con i due gruppi consente inoltre a Barnabò di partecipare nel 1928 alla ristrutturazione finanziaria e organizzativa della TELVE (Società telefonica delle Venezie), del cui consiglio di amministrazione fa parte fino al 1932, insieme a importanti esponenti del settore elettrico come Vittorio Cini (presidente), Giangiacomo Ponti (vicepresidente) e Rinaldo Panzarasa.
Parallelamente agli interessi nel settore elettrico, Barnabò sviluppa le sue intraprese nel settore dell'alluminio: al 1926 risalgono i legami con un altro importante gruppo economico svizzero, la Aluminium Industrie AG (AIAG) di Neuhausen, con cui fonda la SAVA (Società alluminio veneto anonima): il capitale iniziale di 200.000 lire passa a 5 milioni di lire dopo tre mesi e a 20 milioni nel 1928. La produzione di alluminio, un metallo di nuova e diffusa applicazione, può contare infatti su un mercato in rapida espansione, mentre la localizzazione nella nuova zona industriale di Marghera sfrutta i vantaggi dell'insediamento portuale, delle esenzioni fiscali e di una ampia disponibilità di manodopera. Lo stabilimento entra in funzione nel 1928 e arriva subito a coprire il 34% della produzione nazionale di alluminio, una quota che supera il 50% già nel 1933; l'occupazione cresce in parallelo dai 260 addetti del 1928 ai 533 del 1933. In questa prima fase la produzione del metallo è collocata prevalentemente sul mercato interno, soprattutto nel settore elettrico, e segna un incremento anche nel periodo della grande crisi, connesso con la contemporanea espansione dell'elettricità.
È ancora in questo settore che Barnabò amplia la sua attività: per fornire autonomamente l'energia elettrica necessaria alla produzione di alluminio con il procedimento elettrotermico agli impianti della SAVA, costituisce due nuove società collegate: la Società idroelettrica Val Cismon, di cui sarà amministratore delegato fino al 1950, e la Smirrel (Serbatoi montani per irrigazione ed elettricità), che gestirà da amministratore unico fino al 1940, entrambe con il concorso finanziario della svizzera AIAG.
Gli interessi imprenditoriali, insieme a ragioni di prestigio, portano intanto Barnabò a stabilirsi a Venezia nel palazzo Malipiero a San Samuele, sul Canal Grande. Il suo attivismo provoca negli anni trenta una ramificazione delle attività in diversi settori: nel 1933 la SADE rileva il pacchetto azionario della SFIAC ancora nelle mani del gruppo finanziario inglese dalla fondazione e nel 1934-35 avvia consistenti lavori di ampliamento dell'impianto, la cui potenzialità energetica è destinata a soddisfare il fabbisogno della Società anonima San Marco elettrometallurgica veneta di Porto Marghera (costituita nel 1930, di cui Barnabò è amministratore delegato fino al 1933), produttrice di ferroleghe e carburo di calcio; le due società – la SFIAC e la San Marco – si fondono poi nel 1937, costituendo una nuova impresa con la denominazione di Società industriale San Marco, destinata anche alla produzione di calciocianammide.
Nella seconda metà degli anni trenta la SAVA sfrutta il vantaggio della domanda di alluminio provocata dall'economia di guerra e si allinea alla politica autarchica con un drastico contenimento delle esportazioni; la società vara, insieme a progressivi aumenti del capitale sociale (fino a 50 milioni di lire nel 1938), il piano per il completamento del ciclo integrale di produzione, concentrando tutte le lavorazioni a Marghera: la crescita del polo industriale e la sua qualificazione nei settori elettrometallurgico e chimico, oltre che in quello cantieristico, vede ancora Barnabò protagonista. Sempre negli anni trenta rafforza infatti i legami tra SAVA, SADE, SIP e Montecatini mediante un incrocio di interessi che hanno al centro la San Marco e la Società anonima lavorazione leghe leggere (Lll); quest'ultima, fondata nel 1927 da Barnabò (che resterà consigliere fino alla morte), vede la partecipazione della Montecatini e ha come presidente dal 1930 Guido Donegani.
Negli stessi anni l'imprenditore veneto coltiva anche i suoi originari interessi nel campo delle infrastrutture, in quello minerario e in quello agroindustriale. Nel 1927 promuove l'Ogliastra, società per lo sfruttamento delle miniere di ferro in Sardegna, e la Società magnesio italiana per l'estrazione e la lavorazione del minerale dolomitico nel Cadore; nel 1930 costituisce la SEIPA (Società esercizio impianti portuali abruzzesi) per la trasformazione in porto della foce del fiume Pescara; nel 1939 fonda la SAIMI (Società anonima industrie minerarie italiane) per la ricerca e lo sfruttamento della bauxite e della leucite nell'Italia meridionale; nel 1939 partecipa all'avvio dell'attività della Cissel (Compagnia industrie saccarifere Sant'Eufemia Lamezia) per la produzione di zucchero e alcool.
Prima della seconda guerra mondiale e durante il conflitto Barnabò ricopre inoltre incarichi dirigenziali di rilievo, soprattutto in ambito finanziario: è presidente del Lloyd continentale Compagnia di assicurazioni e riassicurazioni generali di Milano dal 1936 al dopoguerra; consigliere reggente della sede di Venezia della Banca d'Italia dal 1936 al 1944; consigliere di amministrazione del Banco di Roma nel periodo di spostamento a Milano della sede dell'istituto di credito dal maggio 1944 alla fine del conflitto; infine, è presidente dell'ACNIL di Venezia (Azienda comunale di navigazione interna lagunare) dal 1941 al 1945.
L'economia di guerra fornisce un notevole impulso finanziario alle imprese elettrometallurgiche a cui partecipava il Barnabò. La SAVA (della quale è direttore generale dal marzo 1939 e per tutto il periodo bellico) nell'ottobre 1940 realizza il raddoppio del capitale sociale, portandolo a 100 milioni di lire, come la Lll, che arriva allo stesso livello nel 1942, avviando inoltre la produzione in un secondo stabilimento a Ferrara.
Per tutte le attività svolte tra il 1943 e il 1945, pochi giorni dopo la fine della guerra Barnabò è arrestato da una formazione partigiana e accusato di collaborazionismo con il regime fascista, ma viene presto rilasciato.
Nel dopoguerra la SAVA è protagonista di un processo di risanamento, riorganizzazione ed espansione, grazie all'impegno finanziario e sotto il controllo della società madre svizzera (che assumerà poi la nuova denominazione di Alusuisse). Barnabò assume la vicepresidenza della SAVA in due periodi, dal 1950 al 1961 e dal 1964 alla morte, mentre continua a ricoprire ruoli dirigenziali nelle consociate elettriche e nelle nuove intraprese di potenziamento del polo industriale di Marghera.
Tra gli anni cinquanta e sessanta torna anche a interessarsi di opere infrastrutturali, espansioni portuali-industriali, collegamenti viari. In particolare si occupa della realizzazione di un nuovo porto petrolifero nella laguna e dell'allacciamento autostradale tra Venezia e Monaco. Per l'attuazione di questi piani sono costituite due società, entrambe presiedute da Barnabò: la SPEC (Società progettazioni e costruzioni), e la Ciada (Compagnia internazionale autostrada d'Alemagna): i progetti, inseriti nel piano della terza zona industriale di Marghera, vengono solo parzialmente realizzati, a causa di difficoltà sorte dopo l'alluvione di Venezia del 1966 e nella successiva crisi petrolifera dell'inizio degli anni Settanta.
Nel corso dei decenni in cui ha sviluppato la sua attività imprenditoriale Barnabò assume anche un ruolo di rappresentanza degli interessi di categoria: negli anni Trenta è presidente dell'Associazione degli industriali di Porto Marghera e dal 1953 al 1958 dell'Associazione degli industriali della provincia di Venezia. Tra il 1956 e il 1958 si dedica inoltre alla realizzazione del centro veneziano di Confintesa, organo di collegamento tra le confederazioni dell'industria, dell'agricoltura e del commercio.
Tra gli altri incarichi da lui ricoperti in vari periodi si ricordano quelli di consultore del comune di Venezia sotto l'ordinamento podestarile, membro del Consiglio provinciale delle corporazioni (poi dell'economia corporativa), membro della commissione amministrativa del teatro La Fenice, membro del consiglio di amministrazione dell'Istituto superiore di economia e commercio di Ca' Foscari, presidente della commissione finanziaria dell'Ente opere assistenziali di Venezia, presidente dell'Istituto veneto per il lavoro, presidente del comitato veneto delle Assicurazioni popolari, ispettore federale amministrativo della federazione del Partito nazionale fascista di Venezia, presidente della Federazione provinciale metallurgici di Venezia, consigliere della Federazione nazionale fascista degli industriali meccanici e metallurgici, consigliere della Banca d'Italia, presidente del Rotary club di Venezia, vicepresidente della Fondazione Giorgio Cini cui contribui di persona alla sua ideazione; tra le onorificenze si devono menzionare quelle di cavaliere di Gran Croce della Corona d'Italia e di Cavaliere del lavoro, oltre alla laurea honoris causa in ingegneria all'Università di Padova.
Barnabò muore a Padova alla fine del 1971.